# 쌀쥐족
쌀쥐족(Oryzomyini)은 비단털쥐과 목화쥐아과에 속하는 설치류 족의 하나이다. 약 120여 종으로 이루어져 있으며, 수많은 해안가 섬을 포함하여 미국 동부 지역부터 남아메리카 남단까지 분포한다. 대부분의 남아메리카 목화쥐아과 종들을 포함하고 있는 쌀쥐류(Oryzomyalia) 분류군의 일부이다. 학명 "오리조미니"(Oryzomyini)는 모식속 쌀쥐속(Oryzomys)에서 유래했다. 대부분의 종이 "쌀쥐"로 불린다.

## 하위 속
| - 해안쌀쥐속 (Aegialomys) - † Agathaeromys - 우카얄리물쥐속 (Amphinectomys) - † Antillomys - † Carletonomys - 세하두쌀쥐속 (Cerradomys) - 흰반점산악쥐속 (Drymoreomys) - † Dushimys - 회색쌀쥐속 (Eremoryzomys) - 맥코넬쌀쥐속 (Euryoryzomys) - 핸들리쥐속 (Handleyomys) - 습지쥐속 (Holochilus) - 큰머리쌀쥐속 (Hylaeamys) | - 큰습지쥐속 (Lundomys) - † Megalomys - 검은쌀쥐속 (Melanomys) - 브라질리아쥐속 (Microakodontomys) - 작은쌀쥐속 (Microryzomys) - 해먼드쌀쥐속 (Mindomys) - 거친털쥐속 (Neacomys) - 남아메리카물쥐속 (Nectomys) - 톰스쌀쥐속 (Nephelomys) - 갈라파고스쌀쥐속 (Nesoryzomys) - † Noronhomys - 나무쌀쥐속 (Oecomys) - 피그미쌀쥐속 (Oligoryzomys) | - 페루쌀쥐속 (Oreoryzomys) - 쌀쥐속 (Oryzomys) - † Pennatomys - † Pardinamys - 브라질가짜쌀쥐속 (Pseudoryzomys) - † Reigomys - 아메리카가시쥐속 (Scolomys) - 쌀물쥐속 (Sigmodontomys) - 파라과이쌀쥐속 (Sooretamys) - 해리스쌀물쥐속 (Tanyuromys) - 안데스횡단쌀쥐속 (Transandinomys) - 아메리카사탕수수쥐속 (Zygodontomys) |

## 계통 분류
다음은 2006년 웩슬러 등(Weksler_et_al..)의 연구에 기초한 계통 분류이다.

|  | 우카얄리물쥐속, 맥코넬쌀쥐속, 핸들리쥐속, 큰머리쌀쥐속, 해먼드쌀쥐속, 톰스쌀쥐속, 나무쌀쥐속, 안데스횡단쌀쥐속 |
|  | |
|  | \| \| 작은쌀쥐속, 거친털쥐속, 피그미쌀쥐속, 페루쌀쥐속 \| \| \| \| \| \| 해안쌀쥐속, 세하두쌀쥐속, 흰반점산악쥐속, 회색쌀쥐속, 습지쥐속, 큰습지쥐속, 검은쌀쥐속, 남아메리카물쥐속, 갈라파고스쌀쥐속, 쌀쥐속, 브라질가짜쌀쥐속, 쌀물쥐속, 파라과이쌀쥐속 \| \| \| \| |
|  | |
|  | 작은쌀쥐속, 거친털쥐속, 피그미쌀쥐속, 페루쌀쥐속 |
|  | |
|  | 해안쌀쥐속, 세하두쌀쥐속, 흰반점산악쥐속, 회색쌀쥐속, 습지쥐속, 큰습지쥐속, 검은쌀쥐속, 남아메리카물쥐속, 갈라파고스쌀쥐속, 쌀쥐속, 브라질가짜쌀쥐속, 쌀물쥐속, 파라과이쌀쥐속                                                                                      |
|  | |

|  | 작은쌀쥐속, 거친털쥐속, 피그미쌀쥐속, 페루쌀쥐속 |
|  | |
|  | 해안쌀쥐속, 세하두쌀쥐속, 흰반점산악쥐속, 회색쌀쥐속, 습지쥐속, 큰습지쥐속, 검은쌀쥐속, 남아메리카물쥐속, 갈라파고스쌀쥐속, 쌀쥐속, 브라질가짜쌀쥐속, 쌀물쥐속, 파라과이쌀쥐속 |
|  | |

|  | 우카얄리물쥐속, 맥코넬쌀쥐속, 핸들리쥐속, 큰머리쌀쥐속, 해먼드쌀쥐속, 톰스쌀쥐속, 나무쌀쥐속, 안데스횡단쌀쥐속 |
|  | |
|  | \| \| 작은쌀쥐속, 거친털쥐속, 피그미쌀쥐속, 페루쌀쥐속 \| \| \| \| \| \| 해안쌀쥐속, 세하두쌀쥐속, 흰반점산악쥐속, 회색쌀쥐속, 습지쥐속, 큰습지쥐속, 검은쌀쥐속, 남아메리카물쥐속, 갈라파고스쌀쥐속, 쌀쥐속, 브라질가짜쌀쥐속, 쌀물쥐속, 파라과이쌀쥐속 \| \| \| \| |
|  | |
|  | 작은쌀쥐속, 거친털쥐속, 피그미쌀쥐속, 페루쌀쥐속 |
|  | |
|  | 해안쌀쥐속, 세하두쌀쥐속, 흰반점산악쥐속, 회색쌀쥐속, 습지쥐속, 큰습지쥐속, 검은쌀쥐속, 남아메리카물쥐속, 갈라파고스쌀쥐속, 쌀쥐속, 브라질가짜쌀쥐속, 쌀물쥐속, 파라과이쌀쥐속                                                                                      |
|  | |

|  | 작은쌀쥐속, 거친털쥐속, 피그미쌀쥐속, 페루쌀쥐속 |
|  | |
|  | 해안쌀쥐속, 세하두쌀쥐속, 흰반점산악쥐속, 회색쌀쥐속, 습지쥐속, 큰습지쥐속, 검은쌀쥐속, 남아메리카물쥐속, 갈라파고스쌀쥐속, 쌀쥐속, 브라질가짜쌀쥐속, 쌀물쥐속, 파라과이쌀쥐속 |
|  | |